# Dino Lanaro (attore)
Dino Lanaro (Cuggiono, 19 febbraio 1980) è un attore e conduttore televisivo italiano.

## Biografia
La sua passione per le telecamere comincia a farsi conoscere con il ruolo di protagonista nello spot TIM nel 2003 al fianco dell'attrice Kasia Smutniak. Nello stesso anno inizia a condurre BAND-IT! programma per ragazzi prodotto da Mediaset contenitore del palinsesto di IT! (Italia Teen Television).
L'anno successivo (2004) ha condotto per la stessa emittente anche il quiz sui manga Mangaus. Sempre nel 2004 scrive e conduce Music Street programma musicale in onda su Odeon TV.
Nel 2005 interpreta il ruolo di Davide Cattaneo nella soap opera Vivere di Canale 5, recita nella sit-com Il supermercato con Enrico Bertolino e nel telefilm Benedetti dal Signore con Ezio Greggio e Enzo Iacchetti. Negli anni successivi diventa un volto molto utilizzato da Mediaset in varie telepromozioni al fianco di Gerry Scotti, le veline e altri testimonial.
Nel 2006 conduce Navigator, programma radiofonico in onda su RTL 102.5 TV e interpreta il ruolo di protagonista nel videoclip dei Modà, Quello che non ti ho detto.
Nel 2007 conduce diversi programmi tra cui TreSpace e TreLoft per l'emittente La3 in onda su Sky.
Nel 2008 conduce un programma dedicato ai viaggi in onda sul network nazionale 7 Gold.
Dal 2009 ad oggi ha doppiato diversi film (tra cui Ragazze da sballo, Fratricide, La grande estasi di Robert Carmichael), cartoni animati (tra cui One Piece e Beyblade), documentari e videogiochi (tra cui Call of Duty: Modern Warfare 3, Mass Effect 3, Gears of War 3, Prototype 2).
Dal 2012 trasforma una delle sue passioni in lavoro con il format tv sui videogiochi Gamerland. La prima edizione del programma è andata in onda sul canale For You, mentre dalla seconda edizione, Mediaset lo trasmette sul suo canale Italia 2.
Nella stagione 2015-2016 compare in Serie A Live su Premium Calcio presentando lo spazio riservato alle quote BetClic prima dell'inizio delle partite di Serie A.
Da Ottobre 2016 diventa uno degli Speaker di Radio Zeta l'emittente del gruppo RTL102.5
Nel 2017 conduce Boing Ready Go, un programma sportivo per ragazzi in onda su Boing.
Nel 2018 diventa testimonial negli Stati Uniti d'America per i gioielli Milor presso QVC Usa 
A Febbraio 2018 recita come protagonista nella diciannovesima puntata di Love Snack in onda su Italia Uno
Nel 2019 e 2020 diventa il volto di alcune campagne pubblicitarie nazionali, tra cui Momenxin (Angelini), Anguria Perla Nera, Comparasemplice.it.

## Vita privata
È appassionato di sport, infatti nel tempo libero si mette alla prova partecipando a diverse competizioni di corsa e di triathlon. Ha partecipato inoltre alla Maratona di Torino e a quella di Parigi. Ha gareggiato in diversi Ironman tra cui Ironman70.3 di Pescara.
È anche appassionato di videogame e tecnologia, in collegamento col programma che conduceva, Gamerland.